# Акід

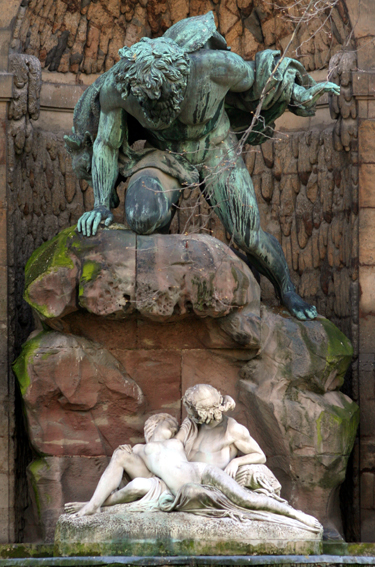
Акід і Галатея ховаються від Поліфема

Акід (грец. Άκις) або Ацис — син Пана й німфи Сіметіси, дочки річки Сімет.
Закохався в німфу Галатею, і кіклоп Поліфем з ревнощів убив його скелею, відірваною від Етни. Кров коханого, що точилася з-під скелі, Галатея перетворила на річку Акід, яка тече з Етни в море. Міф про Акіда — сицилійського походження і часто був темою для сицилійських поетів; його використав також Овідій у «Метаморфозах».
На Сицилії вважався богом річки Ацис.